# Nußloch
Nußloch település Németországban, azon belül Baden-Württembergben. Lakosainak száma 11 332 fő (2023. december 31.).

## Népesség
A település népessége az elmúlt években az alábbi módon változott:
| Lakosok száma | 8761 | 10 700 | 11 324 | 11 325 | 11 271 | 11 331 | 11 332 |
|               | 1975 | 2010   | 2017   | 2019   | 2021   | 2022   | 2023   |